# Municipio de Winfield (Illinois)
El municipio de Winfield (en inglés: Winfield Township) es un municipio ubicado en el condado de DuPage en el estado estadounidense de Illinois. En el año 2010 tenía una población de 46233 habitantes y una densidad poblacional de 493,21 personas por km².

## Geografía
El municipio de Winfield se encuentra ubicado en las coordenadas 41°51′15″N 88°12′28″O / 41.85417, -88.20778. Según la Oficina del Censo de los Estados Unidos, el municipio tiene una superficie total de 93.74 km², de la cual 90.13 km² corresponden a tierra firme y (3.85%) 3.61 km² es agua.

## Demografía
Según el censo de 2010, había 46233 personas residiendo en el municipio de Winfield. La densidad de población era de 493,21 hab./km². De los 46233 habitantes, el municipio de Winfield estaba compuesto por el 77.28% blancos, el 2.92% eran afroamericanos, el 0.56% eran amerindios, el 2.76% eran asiáticos, el 0.03% eran isleños del Pacífico, el 14% eran de otras razas y el 2.46% pertenecían a dos o más razas. Del total de la población el 35.99% eran hispanos o latinos de cualquier raza.